# Jabal Samhan
Jabal Samhan je naravni rezervat v Omanu (arabsko جَـبَـل سَـمْـحَـان) na področju gore Samhan v guvernatu Dofar. Razprostira se na površini 4500 km2 in nima stalno naseljenih prebivalcev. To je eno zadnjih pribežališč prosto živečih arabskih leopardov. Najbližje mesto je Salala.

## Živalstvo
Najpomembnejša živalska vrsta je arabska gazela (Gazella arabica), nubijski ibeks (Capra nubiana), kapski zajec (Lepus capensis), pečinarji (Procavia capensis), ježevec Hystrix indica in Paraechinus aethiopicus, ki predstavljajo plen poleg tu živečim leopardom še plenilcem, kot so arabski volk (Canis lupus arabs), karakal, progasta hijena. Poleg gazel tu živi še več vrst ptic, kot so jastrebi, orli, štorklje, droplje, arabske jerebice, sokoli, čebelarji, medosesi.
Občasno plenilci plenijo tudi domače živali.

## Sklic
1. 1 2  »Jebel Samhan Nature Reserve«. protectedplanet.net. Arhivirano iz prvotnega spletišča dne 29. marca 2013. Pridobljeno 20. julija 2018.
2. ↑  »Jebel Samhan Nature Reserve«. Ministry of Information. Arhivirano iz prvotnega spletišča dne 10. marca 2012. Pridobljeno 20. junija 2012.
3. ↑  McKibbin, Anna (Marec–april 2009). »The Last Lair of the Leopard«. Saudi Aramco World: 24–31. Arhivirano iz prvotnega spletišča dne 1. avgusta 2012. Pridobljeno 20. junija 2012.
4. 1 2  Spalton, J. A.; Hikmani, H. A.; Willis, D.; Said, A. B. (2006), Critically Endangered Arabian leopards Panthera pardus nimr persist in the Jabal Samhan Nature Reserve Oman, zv. 40, ORYX-LONDON, str. 287